# Simon Käser
Simon Käser (* 5. August 1986 in Bern) ist ein Schweizer Schauspieler.

## Leben
Käser ist in Düdingen aufgewachsen und hat die Schweizer Maturität am Kollegium St. Michael in Freiburg erlangt. Während seiner schulischen Ausbildung spielte er immer wieder in verschiedenen Schultheatern.
Die Ausbildung zum Schauspieler an der Hochschule der Künste Bern schloss er mit dem akademischen Titel Bachelor of Arts Theater/Schauspiel ab. Anschliessend war er zwei Jahre Ensemble-Mitglied am Schauspielhaus in Graz. Zwischen 2014 und 2016 war er als freischaffender Schauspieler an verschiedenen Theatern, u. a. am Theater Bern sowie am Theater an der Effingerstrasse in Bern, und für Filmprojekte tätig. Von 2016 bis 2018 arbeitete er am Staatsschauspiel Dresden.
Seit 2019 ist Simon Käser festes Ensemblemitglied am Theater Junge Generation in Dresden.

## Werk
(Quelle: )

### Filme
- 2024
  - WaPo Elbe – Scheißtag
- 2019
  - Die Drei von der Müllabfuhr – Dörte muss weg
- 2018
  - Zwingli – Der Reformator
- 2017
  - Tatort – Auge um Auge
- 2016
  - Der Bestatter
  - IM NIRGENDWO
- 2014
  - Letzte Spur Berlin
  - GUTES RECHT
- 2013
  - Unser Kind
  - Plötzlich Deutsch
- 2012
  - Akte Grüninger
  - Dinu
- 2011
  - Girl and Boy on the Rocks!
- 2010
  - One Way Trip 3D

### Bühne
- 2017
  - Der Phantast Leben und Sterben des Dr. Karl May
- 2016/2017
  - 89/90
  - Othello
  - Der Parasit oder Die Kunst sein Glück zu machen
- 2015
  - Elling
- 2014
  - Yellow Line
  - Lehrerzimmer 8020
  - Mamma Helvetia
- 2012/2013
  - X-Freunde
  - Clavigo
  - Faust
  - Lehrerzimmer 8020
  - Die schmutzigen Hände
- 2011/2012
  - Geister in Princeton
  - Biedermann und die Brandstifter
  - Ein Sommernachtstraum
  - Der Untergang des Hauses Wuppertaal
  - Floh im Ohr
- 2008-2011
  - Moritäter
  - Natural Born Killers
  - Das Fest

### Sprecher
- 2013
  - D Nacht wo de Juri verschwunden isch

## Auszeichnungen
(Quelle: )
- 2011
  - junge Talente.ch 11
- 2010
  - Förderpreis des Migros-Kulturprozents
  - Stipendium der Friedl Wald Stiftung
  - Studienpreis Schauspiel des Migros-Kulturprozents
- 2009
  - Studienpreis Schauspiel des Migros-Kulturprozents
  - Stipendium der Friedl Wald Stiftung

### Presseartikel und Kritiken
- Zu Yellow Line in Der Bund, 11. September 2014
- Zu Dinu, im Tages-Anzeiger, 25. August 2013
- Zu One Way Trip in der Berner Zeitung, 14. September 2011